# Sherwood Park Freeway
La Sherwood Park Freeway est une autoroute de 7,1 km (4 mi) reliant l'est d'Edmonton à Sherwood Park en Alberta. Elle débute dans la zone industrielle de Gainer, où Argyll Road et 82 Avenue se rencontrent, avant de croiser 50 Street. Elle bifurque vers le nord-est dans des zones industrielles du sud-est d'Edmonton et rencontre 34 Street puis 17 Street avant de rencontrer la route 216 où elle prend fin. La route se poursuit vers l'est comme route 630.
Officiellement désignée comme Route 100 par le Gouvernement albertain, la construction de la Sherwood Park Freeway a été complétée en 1968.

## Intersections majeures
| Municipalité rurale / spécialisée       | Ville            | km   | Destinations                          | Notes                                                           |
| --------------------------------------- | ---------------- | ---- | ------------------------------------- | --------------------------------------------------------------- |
| Ville d'Edmonton                        | Ville d'Edmonton | 0,00 | 82 Avenue (Whyte Avenue)              | Intersection à niveau; continue vers l'ouest comme Whyte Avenue |
| Ville d'Edmonton                        | Ville d'Edmonton | 0,00 | 71 Street                             | Intersection à niveau; continue vers l'ouest comme Whyte Avenue |
| Ville d'Edmonton                        | Ville d'Edmonton | 0,50 | Argyll Road                           | Sortie direction ouest, entrée direction est                    |
| Ville d'Edmonton                        | Ville d'Edmonton | 1,40 | 50 Street                             |                                                                 |
| Comté de Strathcona                     | Sherwood Park    | 3,00 | 34 Street                             |                                                                 |
| Comté de Strathcona                     | Sherwood Park    | 4,70 | 17 Street                             |                                                                 |
| Comté de Strathcona                     | Sherwood Park    | 5,70 | AB-216 (Anthony Henday Drive)         | Sortie 61 de l'AB-216                                           |
| Comté de Strathcona                     | Sherwood Park    | 7,10 | AB-630 est (Wye Road) – Sherwood Park | L'AB-100 est devient l'AB-630 est                               |
| - Accès incomplet - Transition de route |                  |      |                                       |                                                                 |